# Von Wafer
Vakeaton Quamar „Von“ Wafer (* 21. Juli 1985 in Homer, Louisiana) ist ein ehemaliger US-amerikanischer Basketballspieler.

## Laufbahn

### Highschool und College
Nach seiner Zeit auf der High School in Lisbon, Louisiana, ging Wafer im Jahr 2003 auf die Florida State University, wo er für die Florida State Seminoles aktiv war. In seinem zweiten und letzten Jahr dort konnte er durchschnittlich 12,5 Punkte pro Partie erzielen und 65 Dreipunktwürfe treffen, was jeweils den Bestwert seines Teams bedeutete.

### Profikarriere
Wafer meldete sich anschließend zum NBA-Draft 2005 an, obwohl ihm bereits zuvor einige NBA-Experten voraussagten, dass er nicht gedraftet werden würde. So wurde er auch nicht zum jährlichen Pre-Draft-Camp in Chicago eingeladen, welches Spielern die Möglichkeit gibt, ihre Fähigkeiten vor NBA-Verantwortlichen zu zeigen und somit auf sich aufmerksam zu machen. Irving Thomas, der Scout der Los Angeles Lakers, der früher selbst an der Florida State University aktiv war, beobachtete Wafer während seiner Abschlusssaison 2004/05 und ermöglichte ihm ein Probetraining mit den Lakers. Dort konnte er die Verantwortlichen mit seinen Leistungen überzeugen und wurde anschließend an 39. Stelle von den Lakers gedraftet. 
Aufgrund einer Verletzung bestritt er aber nicht mehr als ein Vorbereitungsspiel und wechselte zur Saison 2006/07 deshalb zu den Colorado 14ers in die NBA D-League, wo er im Januar 2007 sogar zum Spieler des Monats benannt wurde. Einen Monat später unterzeichnete er einen Vertrag über zehn Tage bei den Los Angeles Clippers, für die er nur eine Minute zum Einsatz kam und keinen Punkt erzielen konnte. Im April 2007 verpflichteten ihn die Denver Nuggets für den Rest der NBA-Saison 2006/07. 
Einige Monate später wurde er im Tausch für Taurean Green zu den Portland Trail Blazers weitertransferiert. Zuvor hatte er für die Nuggets in acht Spielen durchschnittlich 10,9 Punkte erzielt. Nachdem er bei den Blazers kaum zum Einsatz gekommen war, nahmen ihn die Houston Rockets unter Vertrag. Dort konnte er sich mit guten Leistungen in den Vordergrund spielen und sogar den verletzt ausgefallenen Tracy McGrady ersetzen. Bei einer Partie gegen die L. A. Lakers am 13. Januar 2009 gelang ihm seine Karrierebestleistung von 23 Punkten in 39 Minuten Spielzeit.
Nach 63 Spielen in der Saison 2008/09 für die Rockets wechselte Wafer im August 2009 nach Europa zum griechischen Spitzenklub und Euroleague-Teilnehmer Olympiakos Piräus, wo er einen 2-Jahres-Vertrag mit einem Grundgehalt von 10 Millionen US-Dollar unterschrieb. Nach schlechten Leistungen wurde der Vertrag bereits nach drei Monaten, im Dezember 2009, wieder aufgelöst.
Nach einem Vertrag über 10 Tage bei den Dallas Mavericks, für die er aber nicht zum Einsatz kam, wechselte Wafer zur Spielzeit 2010/11 zu den Boston Celtics. Dort erreichte er die Halbfinalserie der Eastern Conference. 2011 folgte im Zuge des NBA-Lockouts ein Wechsel nach Italien zu Vanoli Cremona. Nach dessen Ende, jedoch noch vor Beginn der folgenden NBA-Saison, gaben die Celtics Wafer zusammen mit Glen Davis an die Orlando Magic ab.
Anschließend spielte Wafer in der Chinese Basketball Association (CBA), bevor er am Jahresende 2013 in sein Heimatland zurück und im Januar 2014 erneut in der D-League, diesmal für die Bakersfield Jam aktiv war. Im Februar 2014 wechselte Wafer nach Russland, wo er für Krasny Oktjabr aus Wolgograd in der VTB United League spielte.
Von 2014 bis 2018 spielte Wafer bei mehreren Teams in Puerto Rico und China sowie in der NBA-D-League.